# Bug-out bag

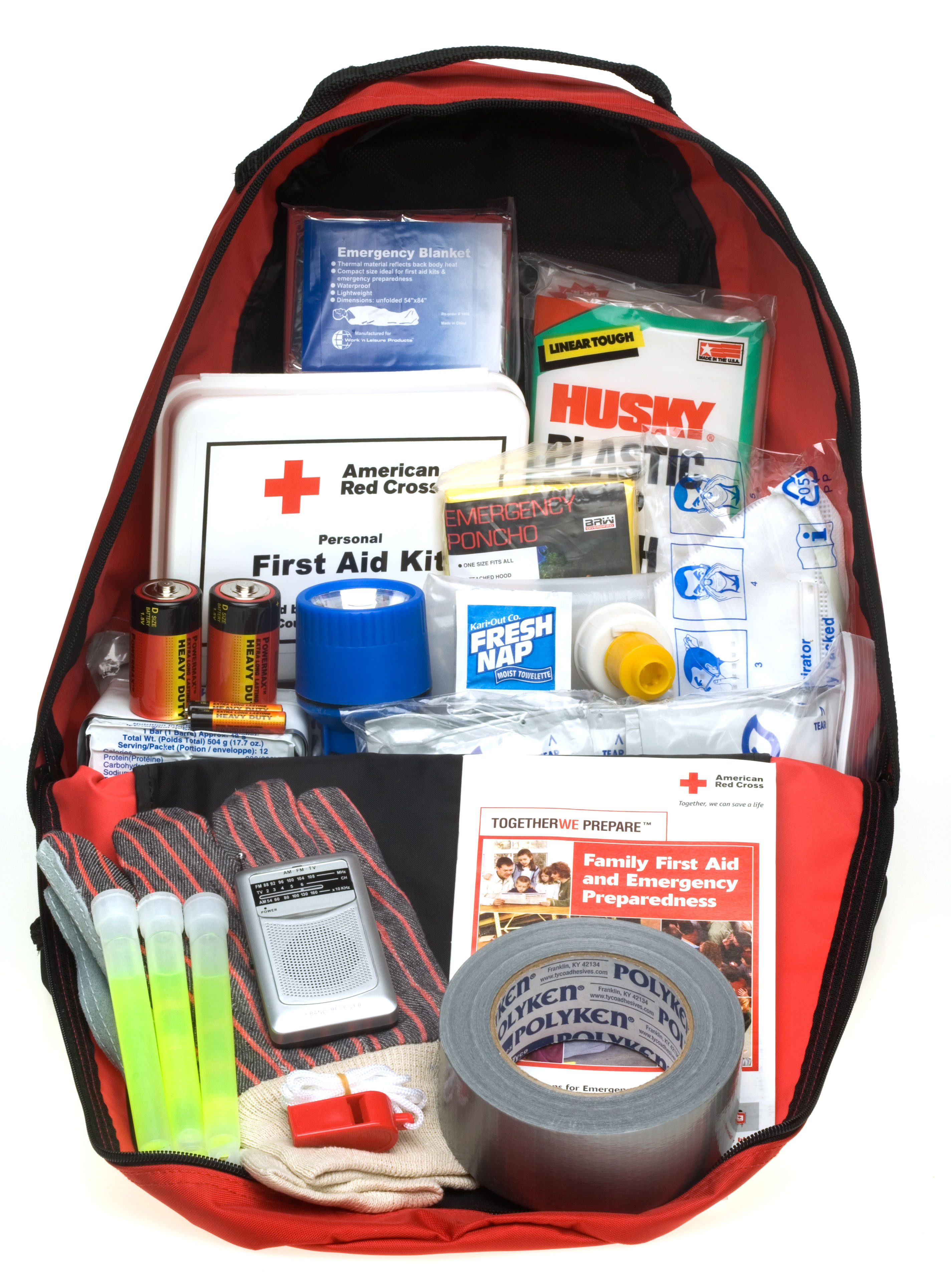
Torba z wyposażeniem

Bug-out bag – podręczna torba, której zawartość ma zapewnić środki na przeżycie w przeciągu krótkiego okresu (zazwyczaj do 72 godzin) w przypadkach, gdy konieczne jest niezwłoczne opuszczenie swojego domu – np. podczas klęsk żywiołowych. Polskie odpowiedniki nazwy to: plecak ucieczkowy, torba rychłej ucieczki (TRU), plecak ewakuacyjny. 
Używa się również skrótu BOB, oraz nazw angielskich „bail-out bag”, „grab bag”, „battle box”, „get-out-of-dodge (GOOD) bag”, „personal emergency relocation kit (PERK)”,  „72h kit”.

## Przeznaczenie
Bug-out bag ma zapewnić środki na przeżycie w przypadkach, gdy konieczne jest niezwłoczne opuszczenie swojego domu – np. podczas klęsk żywiołowych, zamieszek, wojny atomowej. Torba ta jest popularna wśród ruchów prepper i survival. Może być też przydatna w razie rozległej awarii sieci elektrycznej.

## Typowa zawartość
Torba powinna być maksymalnie lekka (aby pozwolić na szybkie zabranie jej i przenoszenie na większe odległości), a jednocześnie powinna zawierać środki na przetrwanie w warunkach braku wielu zdobyczy cywilizacyjnych, np. stałego dostępu do energii elektrycznej. 
Typowa torba bug-out bag powinna zawierać:
- wodę (około 5 litrów na 3 dni); przydatny jest też podręczny filtr oraz tabletki do oczyszczania wody[2];
- apteczkę/zestaw pierwszej pomocy;
- jedzenie na 3 dni o długim terminie ważności i łatwości przygotowania
- zapałki/zapalniczkę
- latarkę + baterie
- nóż/większy scyzoryk + linę
- mapy/kompas
- ciepłą odzież
- namiot, śpiwór
- kubek metalowy
- zestaw naprawczy, np. taśma